# 馮雪冰
馮雪冰（Feng Xue Bing Michelle，1987年—），前香港亞洲電視合約女藝員，生於北京，於2011年參選2011亞洲小姐競選，奪得總決賽冠軍，於加入亞洲電視前，為製片人員。

## 演出作品

### 亞洲電視
- 亞洲星光大道 星級舞鬥 (2012)

## 獎項
- 2011年 亞洲小姐競選總決賽 ——完美體態大獎
- 2011年 亞洲小姐競選總決賽 ——冠軍

## 政治立場
馮雪冰曾聯署支持港區國安法。

## 外部連結
- 亞洲小姐競選 參選資料

1. ↑  . 頭條日報. 2012-05-30  [2017-12-31]. （原始内容存档于2017-12-31）. （页面存档备份，存于）
2. ↑  . 文匯報. 2020-05-30.

| 前任： 王欣 | 亞洲小姐競選冠軍 2011年 | 繼任： 陳彥蓉 |